# Richard Stockinger
Richard Stockinger (* 30. Jänner 1934 in Wien; † 31. August 2021 in Wien) war ein österreichischer Politiker (SPÖ). Stockinger war Abgeordneter zum Landtag und Mitglied des Wiener Gemeinderats und von 1975 bis 1978 Bezirksvorsteher des 19. Wiener Gemeindebezirks Döbling.

## Leben
Stockinger wurde in Döbling geboren und erlernte den Beruf des Schriftsetzers. Er war bereits ab 1947 bei den Roten Falken aktiv und wurde 1948 Mitglied der Sozialistischen Jugend. 1957 wurde Stockinger in den Bezirks-Vorstand der SPÖ-Döbling gewählt, zwischen 1966 und 1974 übte er die Funktion des Bezirkssekretärs aus. Nachdem Robert Weisz 1966 in den Nationalrat gewählt worden war, folgte ihm Stockinger ab dem 22. April 1966 als Landtagsabgeordneter und Gemeinderat nach. Stockinger schied am 11. März 1975 aus dem Landtag und Gemeinderat aus um noch am selben Tag das Amt des Bezirksvorstehers von Döbling zu übernehmen. Die SPÖ verlor jedoch bei der Bezirksvertretungswahl 1978 erstmals seit 1945 die Mehrheit im Bezirk, woraufhin Stockinger am 6. Dezember 1978 sein Amt an Adolf Tiller (ÖVP) abgeben musste. Stockinger war in der Folge zwischen dem 6. Dezember 1978 und dem 9. Dezember 1987 Bezirksvorsteher-Stellvertreter und vertrat die SPÖ schließlich vom 9. Dezember 1987 bis zum 8. August 1996 erneut im Wiener Landtag und Gemeinderat.
Im April 2025 wurde der Gemeindebau in der Cottagegasse 65 Richard-Stockinger-Hof benannt.